# Herbert Koch (Pädagoge)

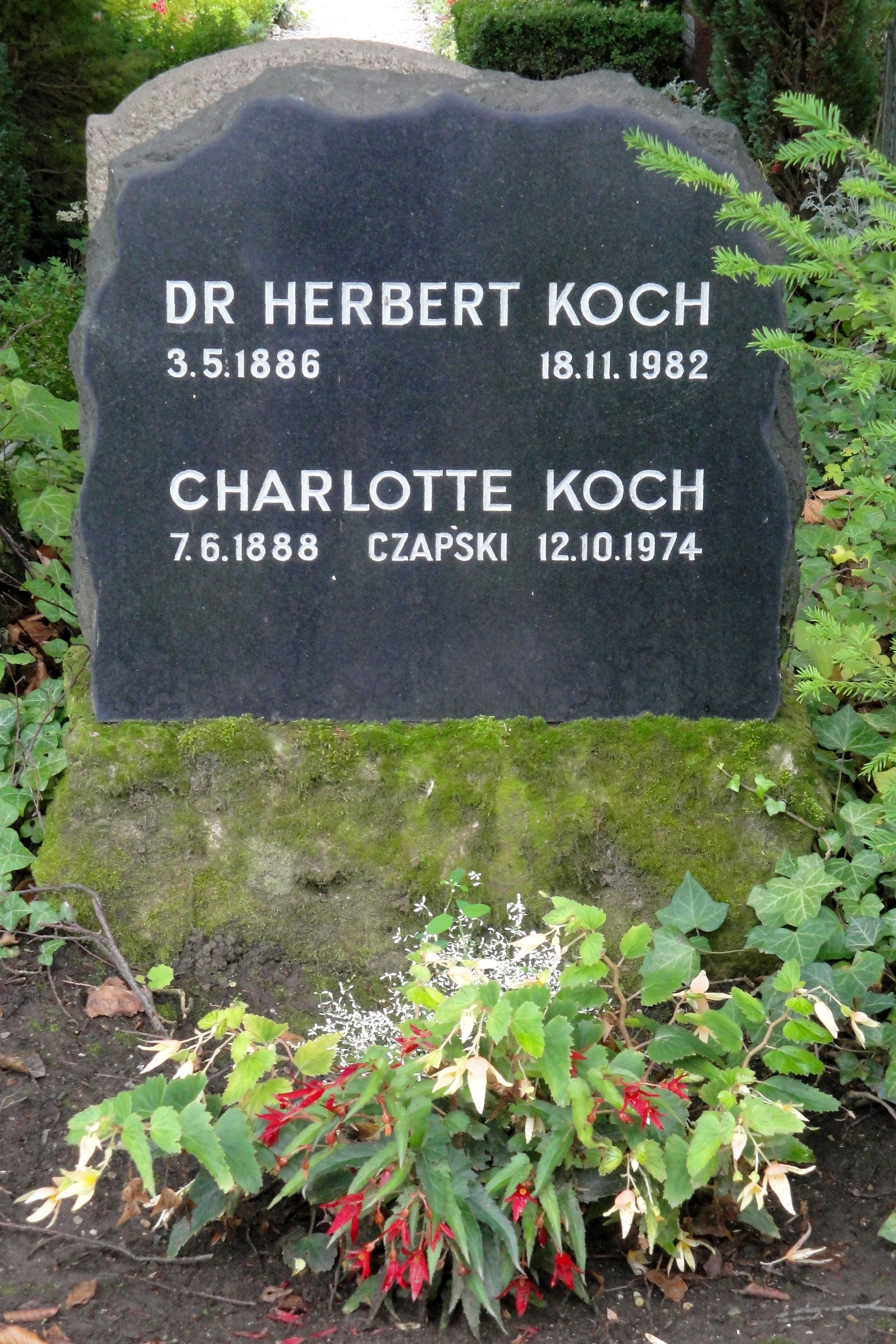
Grab von Herbert Koch auf dem Nordfriedhof in Jena

Herbert Koch (* 3. Mai 1886 in Jena; † 18. November 1982 in Wedel) war ein deutscher Pädagoge, Romanist und Lokalhistoriker.

## Herkunft und Familie
Herbert Koch entstammte einer Jenaer Bankiersfamilie. Sein Vater Wilhelm Koch war ein Sohn des Jenaer Ehrenbürgers Hermann Koch. Wilhelm führte das Bankhaus Koch mit seinem Bruder Rudolf weiter. Die Bankgeschäfte übernahm 1906 Herberts Cousin Arwed Koch (Rudolfs Sohn, 1888–1946). Herbert Koch heiratete 1910 Charlotte Czapski (1888–1974), die älteste Tochter von Siegfried Czapski. Aus der Ehe gingen die Söhne Helmut, Jürgen (in erster Ehe mit der Tochter von Ernst Wandersleb, Brigitte, verheiratet) und Gerhard hervor.

## Leben und Werk
Nach dem Abitur 1905 am Gymnasium Carolo-Alexandrinum studierte Koch Geschichte, Kunstgeschichte, Klassische Philologie und Germanistik an den Universitäten München, Leipzig, Berlin und Jena. Im Jahr 1909 wurde er in Jena mit einer ausgezeichneten Arbeit über den Sächsischen Bruderkrieg promoviert und 1911 nach der Staatsprüfung für das Lehramt im selben Jahr war er an den Gymnasialseminaren in Jena und Sondershausen tätig. Zum 1. April 1913 ging die Familie zuerst nach Argentinien, wo Koch als (nichthabilitierter) Professor Geschichtsmethodik in Buenos Aires lehrte. Wegen des Ersten Weltkrieges wurde ihm als Deutschem gekündigt und er ging 1917 als Schuldirektor zunächst nach Blumenau und 1919 nach São Paulo in Brasilien. Nach der Rückkehr 1923 nach Jena verweigerte man ihm die Anerkennung des Professorentitels. 1923 wurde er Lehrer am Jenaer Lyzeum, der heutigen Grete-Unrein-Schule, sowie ehrenamtlicher Lektor für Portugiesisch an der Universität Jena. Überdies betätigte sich Koch als Lokalhistoriker, veröffentlichte eine Reihe von Studien und Artikel im Jenaer Volksblatt sowie der Zeiss-Werkzeitung und arbeitete an einer Gesamtdarstellung zur Stadtgeschichte.
Ab 1935 galt Koch aufgrund seiner Ehe als „jüdisch versippt“ (der Schwiegervater war Jude) und trotz verschiedener Schutzmaßnahmen als „politisch untragbar“. Ende 1942 wurde er aus der Universität entfernt. Die von lokalen NS-Funktionären betriebene Kampagne im „Fall Koch“ kulminierte in dessen Zwangsbeurlaubung und Einweisung in ein Arbeitslager der Organisation Todt in Weißenfels, einem Zweiglager des KZ Buchenwald von Oktober 1944 bis Februar 1945.
Unmittelbar nach Ende des Zweiten Weltkrieges engagierte sich Koch kommunalpolitisch. Er half bei der Bergung des zerstörten Stadtmuseums, wurde kommissarischer Leiter des Kulturamtes und des Stadtarchivs und nach dem Besatzungswechsel (1. Juli 1945) Leiter des Volksbildungsamtes und des „Säuberungsausschusses“ zur „Entnazifizierung“ sowie Direktor am Lyzeum. Zudem trat er der Demokratischen Partei Thüringens (seit 2. Dezember 1945 LDPD) bei und leitete die Jenaer Geschäftsstelle. Ebenfalls 1945 wurde er Mitbegründer der Ortsgruppe des Kulturbundes; ab 1946 führte er die Sektion Heimatgeschichte. Im selben Jahr wurde Koch als angeblich aktiver Nationalsozialist (er war Förderndes Mitglied der SS gewesen) diffamiert und aus vielen seiner Ämter entfernt. Trotz einer Vielzahl von Fürsprechern scheiterte die Rehabilitierung. Ungeachtet dessen arbeitete Koch bis zu seiner Pensionierung 1950 weiter in Jena, wurde 1949 Universitätsdozent für Portugiesisch und Spanisch und habilitierte hier 1956 siebzigjährig mit einer Arbeit zur französischen Literaturgeschichte. Erst 1963 siedelte Koch aus der DDR nach Bad Berleburg, später ins Altenheim in Wedel über, wo er 1982 verstarb.

## Würdigung
Koch gilt mit seinen zahlreichen lokalgeschichtlichen Schriften als einer der produktivsten Stadthistoriker Jenas. Vor allem im Rahmen des Stadtjubiläums 1936 veröffentlichte Koch zahlreiche Überblicksstudien, wurde aber wegen seiner politischen Einstellung nicht im offiziellen Sammelband als Autor berücksichtigt. Als Zusammenfassung erschien 1966 die „Geschichte der Stadt Jena“ beim ehemaligen Jenaer Gustav Fischer Verlag in Stuttgart, das zum Standardwerk geriet. Trotz einer politischen Kampagne gegen das Buch fand es weite Verbreitung. 1996 wurde es neu aufgelegt und ist ebenso vergriffen. Zuletzt wurde ein unveröffentlichtes Manuskript zur Geschichte der Jenaer Romanistik ediert.
Nach der Friedlichen Revolution stand Koch 1990, nicht zuletzt als Zeichen der Rehabilitierung, als Namenspate auf einer Vorschlagsliste, nach der zahlreiche Straßen umbenannt werden sollten. Er kam nicht zum Zuge, da es bereits seit 1898 eine nach seinem Großvater benannte Koch-Straße in Jena-West gibt. Kochs Ehrengrab befindet sich auf dem Jenaer Nordfriedhof, eine Erinnerungstafel auf dem Johannisfriedhof und eine Gedenktafel an der Grete-Unrein-Schule, August-Bebel-Straße 1.

## Schriften (Auswahl)
- Der sächsische Bruderkrieg (1446‒1451). Gekrönte Preisarbeit von Dr. Herbert Koch, Jena. 1910. In: Jahrbücher der Königlichen Akademie gemeinnütziger Wissenschaften zu Erfurt. Neue Folge Heft 35. Erfurt 1909, S. 1‒262.
- mit Arwed Koch: Das Bankhaus Koch in Jena. 1778–1928. Jena 1928.
- Das Geschoßbuch der Stadt Jena vom Jahre 1406. Jena 1932.
- Die St. Johanniskirche zu Jena (= Baudenkmäler der Stadt Jena und ihrer Umgebung. Heft 1). Jena 1936.
- Geschichte der Stadt Jena. Fischer, Stuttgart 1966 (Neuauflage Jena 1996).
- Schloss Berleburg (= Große Baudenkmäler. Heft 217). Deutscher Kunstverlag, München 1968, 13. Aufl. 1997.
- Aus der Geschichte Jenaer Zinngießerei. (Kostbarkeiten, die Freude bereiten, 1.) Heimatliche Verlags- und Vertriebsges., Mainz 1975.
- Verzeichnis meiner Veröffentlichungen 1909‒1976. [Ehrengabe der Bundeslandsmannschaft Thüringen zum 90. Geburtstage am 3. Mai 1976]. Heimatliche Verlags- und Vertriebsges., Mainz 1976.
- Charlotte von Ahlefeld, 6.12.1777–27.7.1849. Heimatliche Verlags- und Vertriebsges., Mainz 1977.

Herausgeberschaften
- Architectus Jenensis des Mag. Adrian Beier. Neu herausgegeben von Herbert Koch. Vopelius, Jena 1936.
- Die älteste Chronik der Stadt Jena. 1532–1546. Vopelius, Jena 1937
- mit Helga Militz: Taschenwörterbuch Spanisch-Deutsch. Enzyklopädie-Verlag, Leipzig 1963 (9. Auflage 1989)